# Associació de Colles Sardanistes Laietans
L'Associació de Colles Sardanistes Laietans va néixer el 22 de febrer de 2001 amb la fundació de la colla dels Laietans. Tres anys més tard, el 2004, s'hi va afegir la colla juvenil dels Joves Laietans, i el 2005 s'amplià encara amb la creació dels Petits Laietans, els balladors més menuts. L'entitat es va completar amb les colles veteranes: Sempre Laietans, l'any 2006, i Laietans per Sempre, el 2011.
Totes aquestes colles han recorregut gran part del territori català amb exhibicions o bé participant en els concursos promoguts per la Unió de Colles Sardanistes. L'entitat també organitza una escola de sardanes en què ofereix cursos per a totes les edats. A banda les activitats purament sardanistes, els membres de l'associació poden participar en més actes que s'organitzen per potenciar la convivència, com ara colònies, costellades i festes.